# Dusičnan inditý
Dusičnan inditý je anorganická sloučenina s chemickým vzorcem In(NO3)3, která tvoří krystalické hydráty.

## Příprava
Dusičnan inditý může být připraven působením kyseliny dusičné na indium, jeho oxid, či hydroxid:
{\displaystyle {\ce {In + 4HNO3 -> In(NO3)3 + NO v + 2H2O}}}
{\displaystyle {\ce {In2O3 + 6HNO3 -> 2In(NO3)3 + 3H2O}}}
{\displaystyle {\ce {2In(OH)3 + 6HNO3 -> 2In(NO3)3 + 3H2O}}}

## Fyzikální vlastnosti
Dusičnan inditý je rozpustný ve vodě a ethanolu. Tvoří monohydráty, trihydráty a pentahydráty. 

## Chemické vlastnosti
Sušením krystalického hydrátu ve vakuu lze získat bezvodý dusičnan inditý:
{\displaystyle {\ce {\mathsf {In(NO_{3})_{3}\cdot 5H_{2}O->[60^{o}C][-H2O]In(NO_{3})_{3}}}}}
Při zahřátí se dusičnan inditý rozkládá za vzniku oxidu inditého, oxidu dusičitého a vody:
{\displaystyle {\ce {\mathsf {4In(NO_{3})_{3}\ \xrightarrow {230-250^{o}C} \ 2In_{2}O_{3}\ +12NO_{2}\uparrow +3O_{2}\uparrow }}}}
Se zředěnými hydroxidy a koncentrovaným roztokem amoniaku tvoří hydroxid inditý:
{\displaystyle {\ce {\mathsf {In(NO_{3})_{3}\ +3NaOH\ \xrightarrow {} \ In(OH)_{3}\downarrow +3NaNO_{3}}}}}
{\displaystyle {\ce {\mathsf {In(NO_{3})_{3}\ +3NH_{3}*H_{2}O\ \xrightarrow {} \ In(OH)_{3}\downarrow +3NH_{4}NO_{3}}}}}

## Využití
Dusičnan inditý se využívá jako katalyzátor a prekurzor syntézy nanomateriálů oxidu inditého.